# Nelson Riddle
Nelson Riddle, właśc. Nelson Smock Riddle jr. (ur. 1 czerwca 1921 w Oradell, zm. 6 października 1985 w Los Angeles) – amerykański muzyk, aranżer, bandlider i kompozytor filmowy.

## Nagrody i nominacje
Został uhonorowany  Oscarem i czterokrotnie otrzymał nominację do tej nagrody. Zdobył również trzy nagrody Grammy.

## Wyróżnienia
Ma swoją gwiazdę w Alei Gwiazd w Hollywood.